# Travis Mayweather
Travis Mayweather est un personnage appartenant à l'univers de fiction de Star Trek et plus particulièrement à celui de la série Star Trek: Enterprise. Il est interprété par l'acteur Anthony Montgomery.

## Biographie
Afro-Américain, l'enseigne Travis Mayweather est timonier à bord de l'Enterprise NX-01.
Incarnation vivante du nouveau mode de vie de certains Terriens du XXIIe siècle, Mayweather naît en 2126 à bord du vaisseau-cargo Horizon, propriété de sa famille. Il y passe les 23 premières années de son existence en compagnie de son père (dont Travis apprend la mort en 2152), de sa mère Rianna et de son frère Paul. 
Le pilote de l'Enterprise peut donc être considéré comme le plus "interstellaire" des membres d'équipage, le Dénobulien Phlox et Jonathan Archer y compris. Bien avant son engagement dans les rangs de Starfleet, il a en effet visité des dizaines de planètes et rencontré les représentants de nombreux peuples extraterrestres. 
Se plaçant volontiers en état d'impesanteur dans ses quartiers lors de ses plages de repos, Mayweather a ainsi développé un instinct pour les voyages spatiaux que fort peu d'Humains peuvent se vanter de posséder. 
En raison de son jeune âge, il fait cependant figure de "bleu" parmi ses collègues officiers.
Travis Mayweather pratique l'escalade, son excursion sur les sommets de la planète Risa en 2152 se soldant toutefois par une chute qui lui vaut plusieurs fractures.